# Juan Navarro
O general Juan N. Navarro (Michoacán, 1823 - 1914) foi um médico e militar mexicano que participou na Revolução Mexicana. Participou na Tomada de Ciudad Juárez como comandante das tropas federais que defendiam a cidade do ataque dos rebeldes liderados por Pascual Orozco. O então coronel Francisco Villa tentou mandá-lo fuzilar, inclusivamente contra a opinião de Francisco I. Madero.